# Leśna Huta
Leśna Huta – osada leśna w Polsce, w województwie pomorskim, w powiecie starogardzkim, w gminie Kaliska.
Do 2023 miejscowość była osadą wsi Studzienice.
Osada Leśna Huta jest częścią składową sołectwa Studzienice.
W latach 1975–1998 miejscowość administracyjnie należała do województwa gdańskiego.
W Leśnej Hucie znajduje się kilka domów ukrytych wśród lasu, siedziba leśnictwa Leśna Huta (Nadleśnictwo Kaliska) oraz Harcerska Baza Obozowa Hufca ZHP Sopot, która jest miejscem wypoczynku dla harcerzy, dzieci, młodzieży oraz dla turystów chcących aktywnie wypoczywać oraz zwiedzać Bory Tucholskie.